# زید فسایی
زید بن علی بن عبدالله فسایی فارسی یا زید فسایی از نحودانان قرن پنجم هجری قمری و از اهالی فسای فارس بود. صاحب روضات الجنات می‌نویسد به نوشتهٔ ابن عساکر در تاریخ دمشق و ابن الندیم در تاریخ طب و صاحب البغیه در علم نحو از معاریف بنام بوده و در سایر علوم اسلامی نیز مطلع و وارد در طب به کسب دانش پرداخته و در دمشق زندگی می‌کرده‌است. او مذهب تشیع داشت و در سال ۴۶۷ هجری قمری درگذشت.